# Вармазейское сельское поселение
Вармазейское се́льское поселе́ние — муниципальное образование в Большеигнатовском районе Мордовии Российской Федерации.
Административный центр — село Вармазейка.

## История
Статус и границы сельского поселения установлены Законом Республики Мордовия от 1 декабря 2004 года № 96-З «Об установлении границ муниципальных образований Большеигнатовского муниципального района, Большеигнатовского муниципального района и наделении их статусом сельского поселения и муниципального района».
Законом от 17 мая 2018 года N 37-З Новокачаевское сельское поселение и сельсовет были упразднены, а входившие в их состав населённые пункты были включены в состав Вармазейского сельского поселения и сельсовета с административным центром в селе Вармазейка.

## Население
| 2002 | 2010 | 2012 | 2013 | 2014 | 2015 | 2016 |
| ---- | ---- | ---- | ---- | ---- | ---- | ---- |
| 401  | ↘296 | ↘272 | ↘254 | ↗277 | ↗278 | ↘275 |
| 2017 | 2018 | 2019 | 2020 | 2021 |      |      |
| ↘260 | ↗263 | ↗451 | ↘440 | ↘434 |      |      |

## Состав сельского поселения
| № | Населённый пункт | Тип населённого пункта       | Население |
| - | ---------------- | ---------------------------- | --------- |
| 1 | Барахманы        | село                         | ↘37       |
| 2 | Вармазейка       | село, административный центр | ↘180      |
| 3 | Инелейка         | деревня                      | ↘9        |
| 4 | Красная Стрелка  | посёлок                      | ↘0        |
| 5 | Новое Качаево    | село                         | ↘227      |
| 6 | Новое Чамзино    | деревня                      | ↘116      |
| 7 | Растислаевка     | деревня                      | ↘7        |